# Bahnselbstanschlussanlage

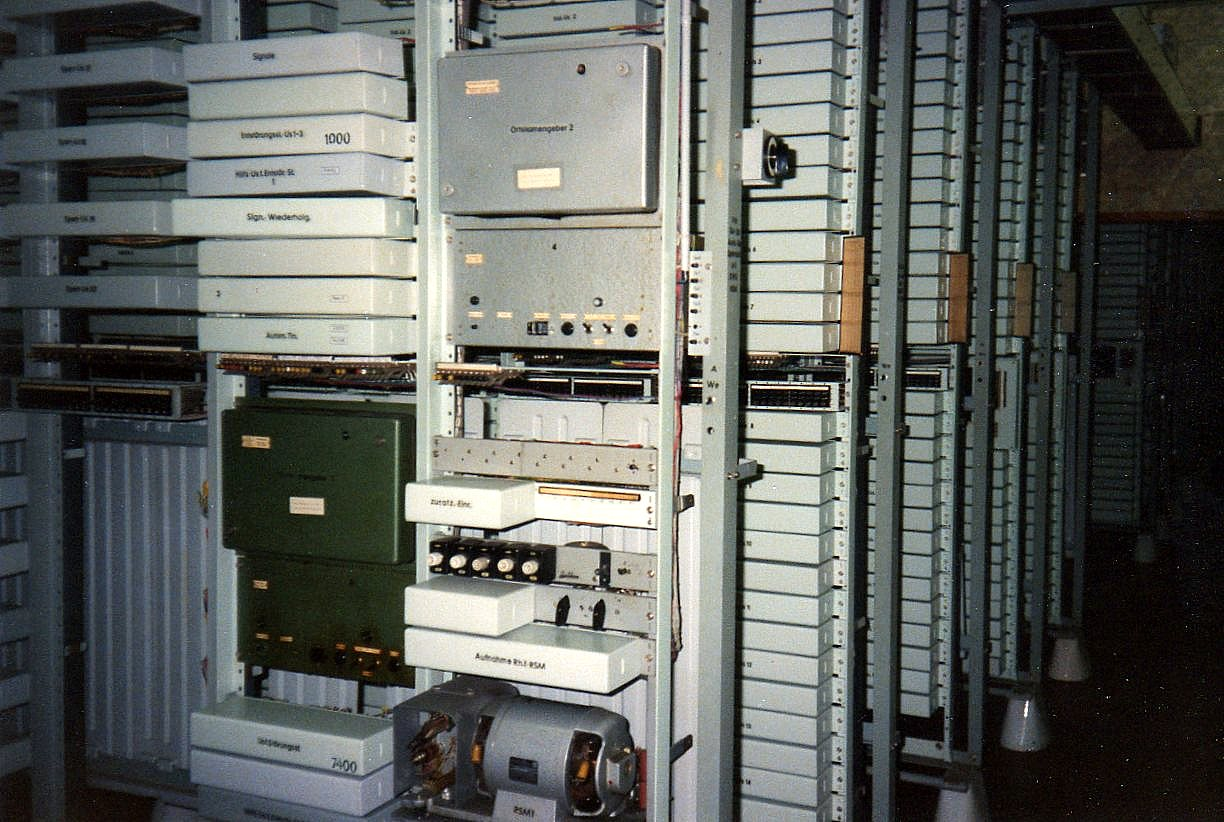
Groß-BASA Bauart EB 5 um 1987.
Im Vordergrund Ortsnamengeber und Ruf- und Signalmaschine.

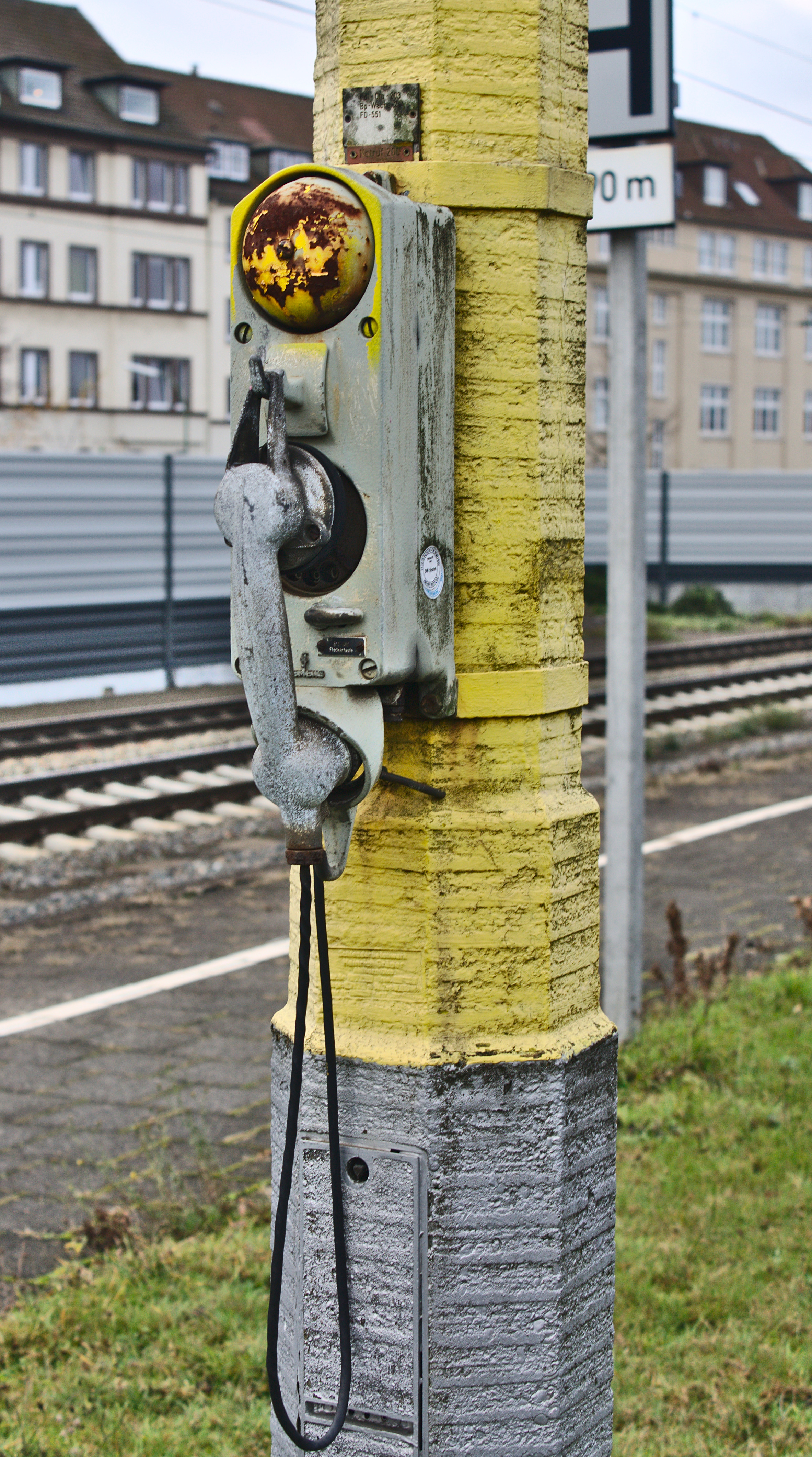
BASA-Wandfernsprecher am Hauptbahnhof Osnabrück

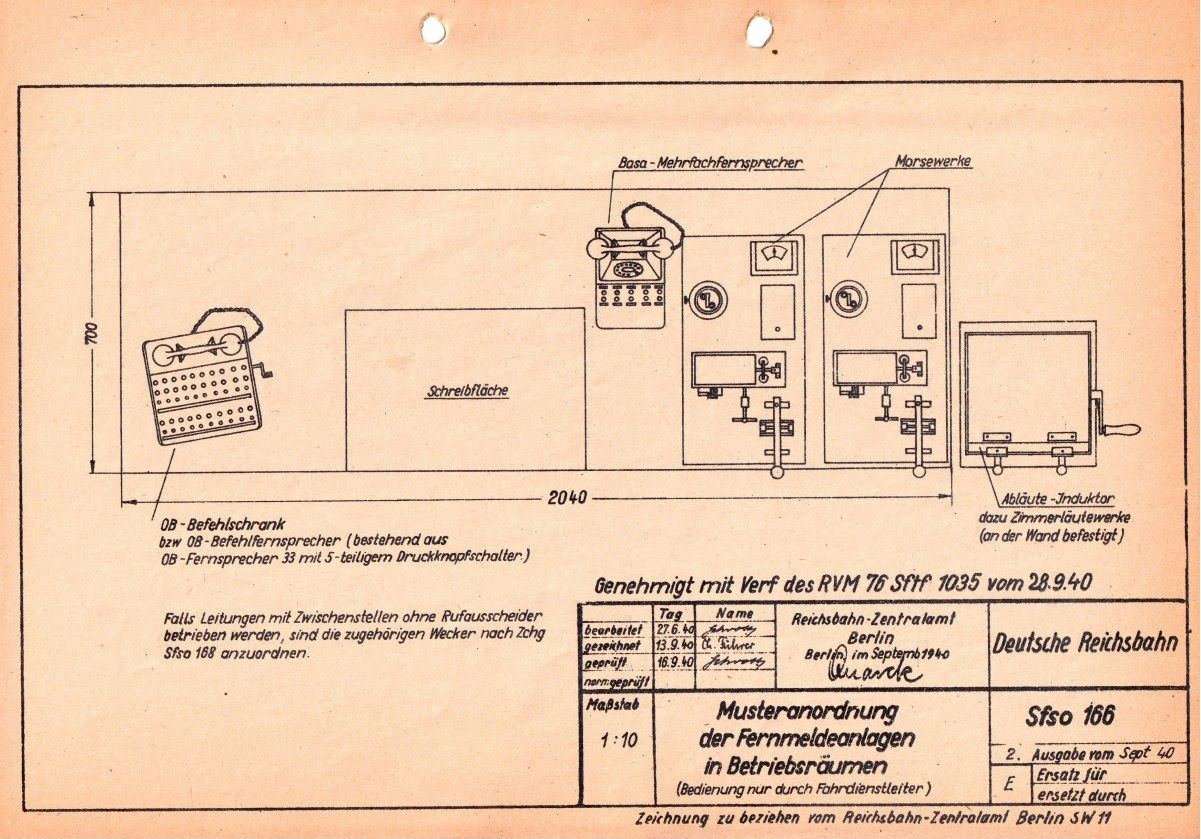
Musteranordnung der Fernmeldeanlagen mit BASA

Bahnselbstanschlussanlagen (kurz BASA) waren Telefonnetze mitteleuropäischer Eisenbahnverwaltungen, z. B. der ÖBB oder der deutschen Eisenbahn. Diese verwaltungseigenen, nicht-öffentlichen Netze waren jeweils unter den größten eigenständigen Telekommunikationsnetzen in den entsprechenden Ländern. Die Abkürzung BASA ist bei Eisenbahnern noch immer ein gängiger Begriff, um z. B. interne Rufnummern von öffentlichen zu unterscheiden.

## BASA in Deutschland
Die BASA der ehemaligen Deutschen Bundesbahn war mit 120 000 Teilnehmeranschlüssen eines der größten eigenständigen Telekommunikationsnetze (Festnetz) in Deutschland.

### Geschichte
Zu Zeiten, als die Fernmeldehoheit verfassungsgrundsätzlich bei der staatlichen Fernmeldebehörde der Post lag, räumte der Gesetzgeber erstmals einheitlich mit dem Fernmeldeanlagengesetz vom 14. Januar 1928 der Deutschen Reichsbahn das Recht ein, ein eigenes Fernmelde-Geschäftsnetz zu errichten und zu betreiben. Der Begriff „Selbstanschluss“ bezieht sich in praktischer Hinsicht auf den Verzicht auf eine manuelle Vermittlungsstelle im Vermittlungsverkehr. Dieser Selbstwählbetrieb im Orts- und Fernnetz konnte bei den Eisenbahnen sehr viel früher verwirklicht werden als im öffentlichen Fernsprechnetz der Reichspost, weil hier eine Gebührenermittlung entbehrlich war.
Die ersten Autobahnen wurden von einem Tochterunternehmen der Deutschen Reichsbahn gebaut. Das BASA-Netz der Deutschen Reichsbahn bestand neben Leitungen entlang der Strecken dementsprechend auch aus Leitungen an Autobahnen, die jedoch heute nicht mehr für Zwecke der Bahn genutzt werden.
Die BASA-Leitungen waren zunächst als Freileitungen parallel zu den Streckenfernsprech- und Blockadern ausgeführt. Vor der Elektrifizierung mit Einphasenwechselspannung müssen die Freileitungen jedoch wegen der induktiven Beeinflussung durch Erdkabel, in der Regel als Streckenfernsprechkabel, die alle Verbindungen zwischen zwei Bahnhöfen einschließlich der Streckenblockadern enthalten, ersetzt werden. Mit zunehmendem Aderbedarf betraf das in der Folge auch Strecken, bei denen in absehbarer Zeit keine Elektrifizierung vorgesehen war. An Neben- und Stichstrecken noch vorhandene Freileitungen werden nur noch selten für Zwecke des BASA-Betriebes genutzt.
Zur Erhöhung der Sicherheit im BASA-Netz gab es neben der herkömmlichen Netzstruktur Querverbindungen zwischen den Vermittlungsstellen, mit denen, unter Umgehung der Hauptvermittlungsstellen, Verbindungen hergestellt werden konnten. Zum einen konnte man bei Ausfall einer Hauptvermittlungsstelle über eine oder mehrere Querverbindungen andere Hauptvermittlungsstellen erreichen, andererseits wurden die Hauptvermittlungsstellen entlastet. Welche Vermittlungsstelle erreicht war, konnte man einer akustischen Signalisierung entnehmen, die entweder als einzelnes Morsezeichen oder als gesprochenes Wort übertragen wurde. Im BASA-Netz war es aus Sicherheitsgründen von Anfang an möglich, ein bestehendes Gespräch auch vom angerufenen Teilnehmer aus zu beenden (Rückauslösung). Bei anderen damaligen (analogen) Fernsprechnetzen blieb die Verbindung solange bestehen, bis der Anrufer aufgelegt hatte.
Bestandteil des BASA-Netzes waren neben Telefonen auch andere Teilnehmereinrichtungen wie Hellschreiber, Fernschreiber und Fax sowie Anlagen zur Datenübermittlung. Der Fernmeldedienst der Bundesbahn betrieb auch eigene Richtfunkstrecken.
Das BASA-Netz wurde anlässlich der Umstrukturierung der Deutschen Bahn ausgegliedert. Aus dem vorhandenen Fernsprechnetz entstand zunächst unter Verschmelzung der Firmen CNI und DB-Kom GmbH & Co. KG das Telekommunikationsunternehmen Arcor. Das Fernsprechnetz wurde auf ISDN-Technik modernisiert und teilweise vermarktet.
Im Frühjahr 2001 forderte die Deutsche Bahn das 1997 an Arcor abgegebene Netz zurück, nachdem die jährlichen Gebühren für die ehemals bahneigenen Kommunikationsanlagen den Kaufpreis bei weitem überschritten hatten. Bei der Übernahme hatte sich die DB verpflichtet, für zehn Jahre nur Arcor-Kommunikationsdienstleistungen in Anspruch zu nehmen. Rund ein Drittel des damaligen Arcor-Umsatzes von mehr als drei Milliarden DM machte der Bahn-Bereich aus. Um der Forderung Nachdruck zu verleihen, lehnte die DB den von Arcor geplanten Börsengang seit Ende 2000 ab.
Gegenwärtig wird das interne Fernmeldenetz von der Bahn-Tochter DB Systel GmbH betrieben.
Zwischen 2008 und 2019 wurden schrittweise alle BASA-Anschlüsse auf IP-Technik migriert.

### Historische Technik (vor der Digitalisierung)

#### Vermittlungssysteme der Deutschen Reichsbahn
- EB 1 – 1923 bis 1927 Strowger-Wähler, Schaltgeschwindigkeit 33/s
- EB 2 – nicht eingeführt
- EB 3 – neues großes Eisenbahnsystem, Hebdrehwähler, Schaltgeschwindigkeit 60/s
- EB 4 – neues kleines Eisenbahnsystem (Klein-BASA)
- EB 5 – Einheitsbasa, ab 1935
- EB 6 – Motorwähler, Schaltgeschwindigkeit 80 bis 200/s (bei der DR keine Edelmetallkontakt-Motor-Drehwähler)
- EB 7 – MSN 70 (mittlere Schalter Nebenstellenanlage mit 70 Teilnehmern)
- EB 8 – ATZ 65 N+B (automatische Telefonzentrale 65 mobile Nebenstellenanlage, Bahn), Koordinatenschalter

#### Technische Ausführungen der Vermittlung
- „Klein-BASA“ für maximal 10 Teilnehmer (meistens über 7x und Teilnehmer-Nummern von 1 bis 10)
- „Basa-Bezirk“ nur bei der Deutschen Reichsbahn, per Induktivwahl wurden an einer Doppelader mehrere Teilnehmer parallelgeschaltet.
- „100-BASA“ für maximal 100 Teilnehmer
- „1000-BASA“ für maximal 1000 Teilnehmer (meistens Nummern wie 81x bis 89x und Teilnehmer-Nr. von 001 bis 999 möglich)
- „10 000-BASA“ (auch Groß-BASA) für maximal 10 000 Teilnehmer (meistens 800 bis 809 und Teilnehmer-Nr. 0001 bis 9999 möglich)

#### Sonderrufnummern
- 100 – Störungsstelle (bei großen Vermittlungsanlagen 1000)
- 510 – Störungsstelle bei der Deutschen Reichsbahn im ehemaligen West-Berlin im BASA-Amt Berlin-Charlottenburg
- 111 – Vermittlung/Auskunft (bei großen Vermittlungsanlagen 1111) (diese Nummernkombination wurde gewählt, um auch im Falle einer defekten Wählscheibe mit dem Gabelumschalter die Vermittlung erreichen zu können)
- 8111 – Zeitansage (zuletzt nur noch in Berlin verfügbar; heute nicht mehr in Betrieb), war insofern besonders wichtig, da es eine Betriebsvorschrift gab, die vorsah, dass jeder Eisenbahner Zugang zur genauen Uhrzeit haben muss.

#### Rufnummernblöcke
- 0       = Ziffer zur Amtsholung in das öffentliche Netz, teilweise aber auch mit Erdtaste möglich
- 1 bis 6 = normale Rufnummern, wobei die 1 und die 6 nicht als „amtsberechtigt“ ausgeführt werden sollten
  - die 2 sollte für Verwaltungs- und Werkstätten-Nummern verwendet werden
  - die 3, 4 und 5 sollte für Dienststellen mit Publikumsverkehr bzw. mit viel Telefonverkehr ins Postnetz benutzt werden
  - die 1 und die 6 sollten für reine Betriebsstellen als reine BASA-Nummern verwendet werden
  - bei der Deutschen Reichsbahn wurde die 6 als Einwahl in Gesellschaftsleitungen genutzt
  - (Diese Aufteilung wurde jedoch kaum „rein“ erreicht, da man durch die Umstrukturierungen nach dem Zweiten Weltkrieg zu Behelfen greifen musste und diese Bestand hatten)
- 7        = „Kurzwahl“ zu einer Klein-BASA oder „Querverbindung“ zwischen zwei BASA
- 8        =  BASA im eigenen Bezirk anwählen (z. B. 812 für Essen, 803 für Soest)
- 9        =  Großnetz-Einwahl, dazu musste man immer erst den eigenen Bezirksknoten (z. B. Essen 812) anwählen, um dann den nächsten Großknoten (z. B. München 962) anzuwählen. Von hier wählte man dann wieder die BASA (z. B. Erding 845) an.

Ein großer Vorteil des BASA-Netzes besteht bis heute darin, dass die Rufnummern großteils noch funktional vergeben sind. Ohne die Person namentlich zu kennen, kann man am jeweiligen Ort eine Verbindung zu zuständigen Stellen aufnehmen.
- 22, 222 oder 2222: Fahrdienstleiter des jeweiligen Bahnhofes
- 365 oder 1365 bzw. 3365: Lokleitung des jeweiligen Bw
- 391 Bahnhofsvorstand, heute in der Regel der erste Bezirksleiter Betrieb
- 393 Fernmeldemeisterei des Bezirkes
- 395 Bahnmeister
- 397 Signaldienst
- 1000 Fernmelde-Entstörungsstelle der jeweiligen Basa
- 1055 3-S-Zentrale
- 2000 Entstörungsstelle DB-Netz (EVZS)
- 911-91 Zeitansage

Die Funktionsnummern bestanden jedoch in dieser Form, abgesehen von der Fernmeldestörungsstelle nur bei der Deutschen Bundesbahn. Bei der Deutschen Reichsbahn gab es beispielsweise die Endzifferen 399 häufig für Instandhaltungsbereichsleiter der Signal- und Fernmeldemeistereien, die Teilnehmerrufnummer 55 wurde in Kleinbasas meist dem Befehlsstellwerk zugeteilt.